# Александров-Ридли, Эван
Эван Александров-Ридли (англ. Evan Alexandrow-Ridley; род. 19 июня 1994, Бига, Новый Южный Уэльс) — литовский футболист.

## Биография
Воспитанник футбольных команд академии спорта (англ. ACTAS) и австралийского института спорта. Некоторое время провёл в юношеском составе английского «Фулхэма». Однако был вынужден вернуться в Австралию, где выступал за команды «Уоден-Велли» и «Хам Сити». Летом 2014 года игрок перешёл в литовский клуб «Экранас». Бабушка Эвана была уроженкой Литвы, что позволило ему иметь два гражданства. 10 августа 2014 года игрок дебютировал в чемпионате Литвы в матче против клуба «Банга», который закончился победой «Экранаса» со счётом 1:0. Всего в сезоне 2014 года отыграл в лиге четыре матча. В 2015 году клуб из-за долгов не был допущен к участию в высшем дивизионе литовского чемпионата и прекратил своё существование, а сам игрок подписал контракт с клубом второго дивизиона «Джюгас». Зимой 2016 года перешёл в клуб высшей лиги «Стумбрас». В том же году игрок был вызван в молодёжную сборную Литвы, за которую дебютировал 31 мая 2016 года в матче со сборной Латвии. 22 февраля 2017 года перешёл в «Атлантас».